# Christine Magnuson
Christine Marie Magnuson, född 17 oktober 1985 i Palos Heights i Illinois, är en amerikansk simmare.
Magnuson blev olympisk silvermedaljör på 100 meter fjärilsim vid sommarspelen 2008 i Peking.